# Plissettatore
Il plissettatore o plissettatrice è il termine usato nell'industria della moda, per definire una persona esperta nella tecnica del plissé o pieghettamento su ogni tipo di tessuto, pelle, paglia...
Il primo tipo di plissé è brevettato da Mariano Fortuny nel 1909 che crea, ispirandosi agli abiti della Grecia antica, la tunica Delphos.
Le piegature del tessuto possono farsi con macchinari automatizzati.
Nell'artigianato d'eccellenza si usa il cartone - e la piegatura del cartone - praticata tuttora in alcune aziende artigianali, deve essere necessariamente eseguita a mano. Una volta inserito il materiale da plissettare, i cartoni vengono arrotolati e fermati da un cordino, per essere poi "cotti" in un forno a vapore a circa 120 gradi per 20 o 30 minuti. Per la pelle non si oltrepassano i 50 gradi. Oltre i modelli di base chiamati "busta", "diamante", "stella",  la plissettatura più famosa è forse quella denominata "plissé soleil", caratterizzata dalle pieghe strette e regolari che si irradiano come raggi di sole.
In Italia, Roberto Capucci è il principale sperimentatore della plissettatura scultorea.

## Fototeca

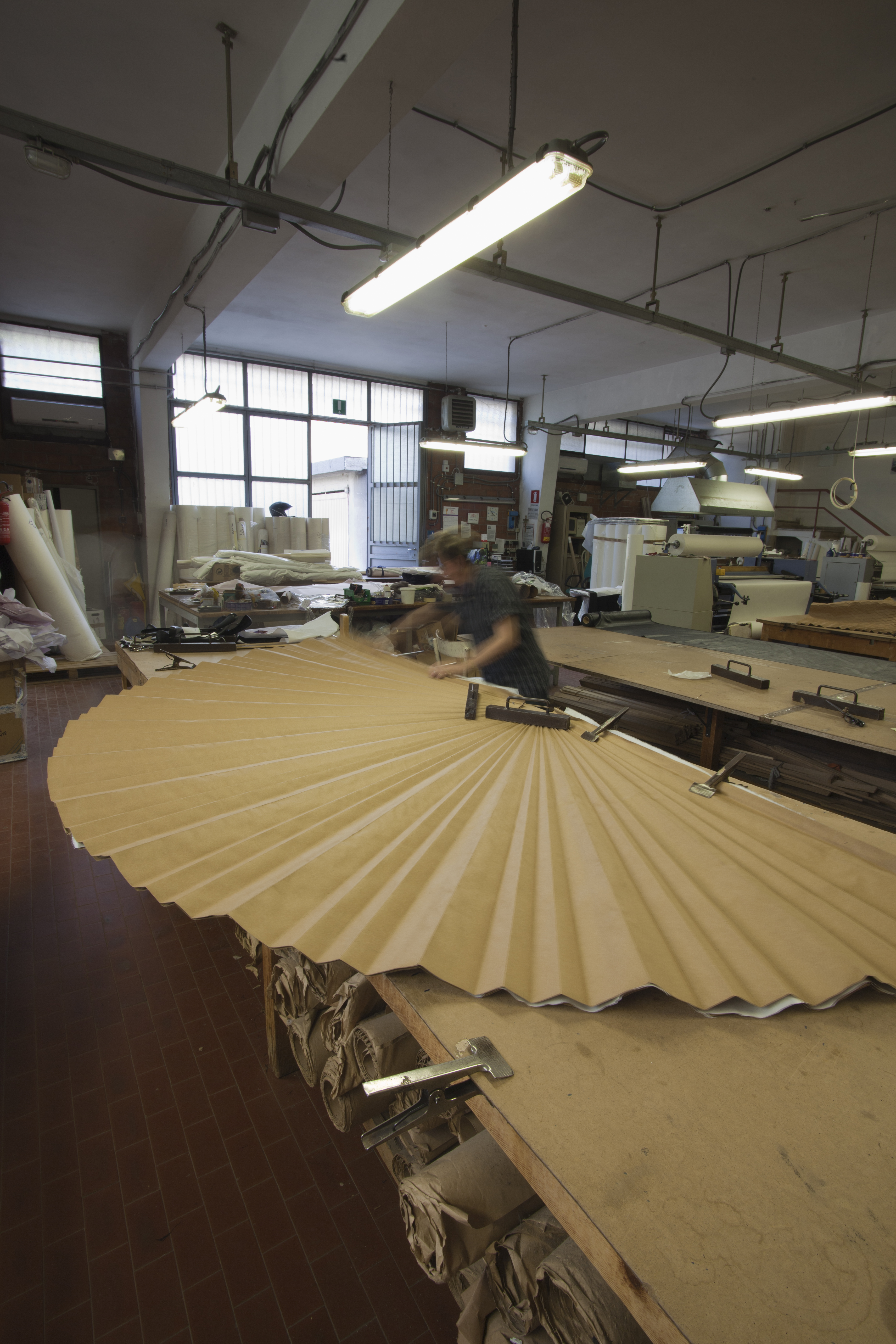
I cartoni (sono sempre doppi) che accolgono la stoffa.
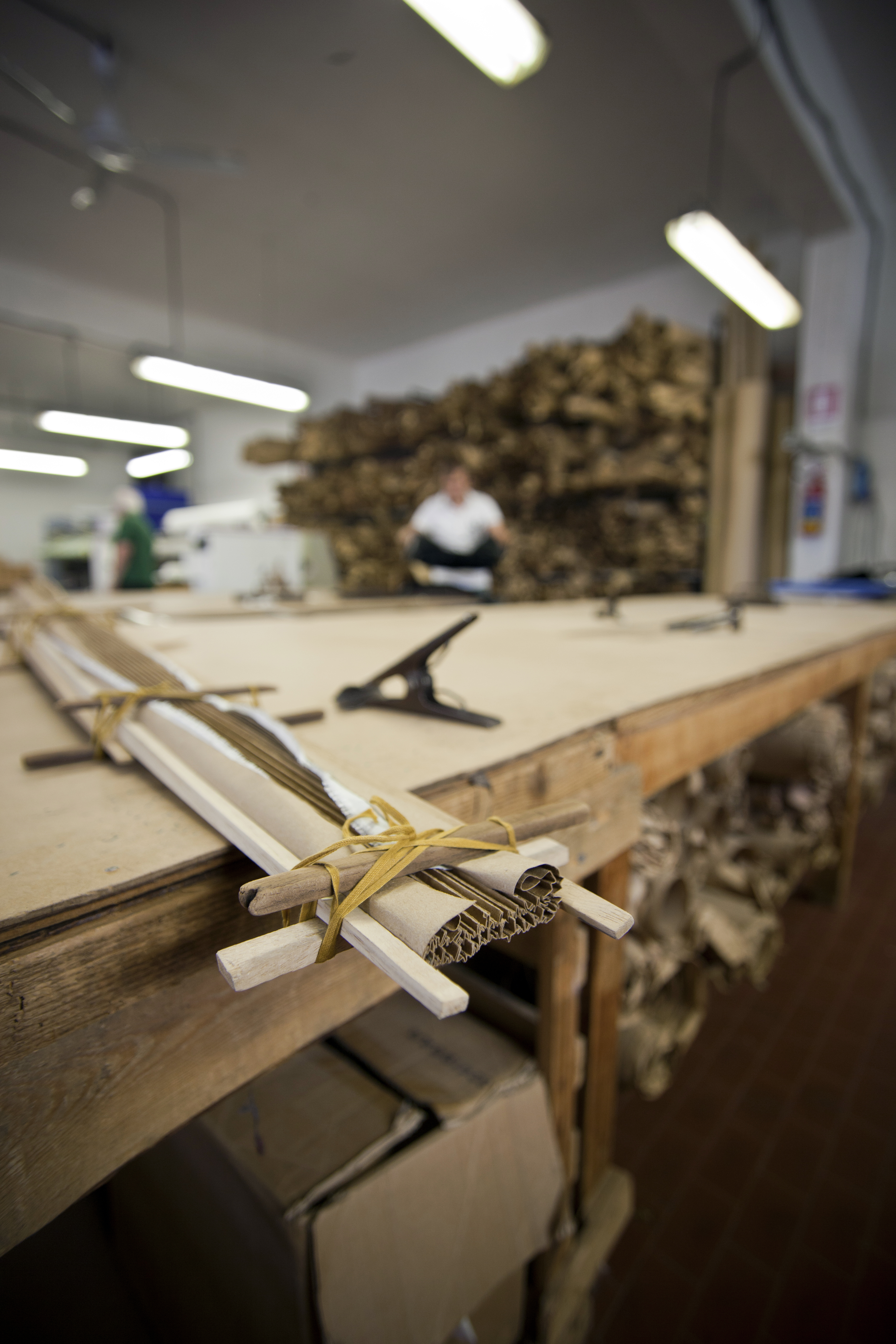
Cartoni arrotolati e fermati da un cordino prima di essere infornati.
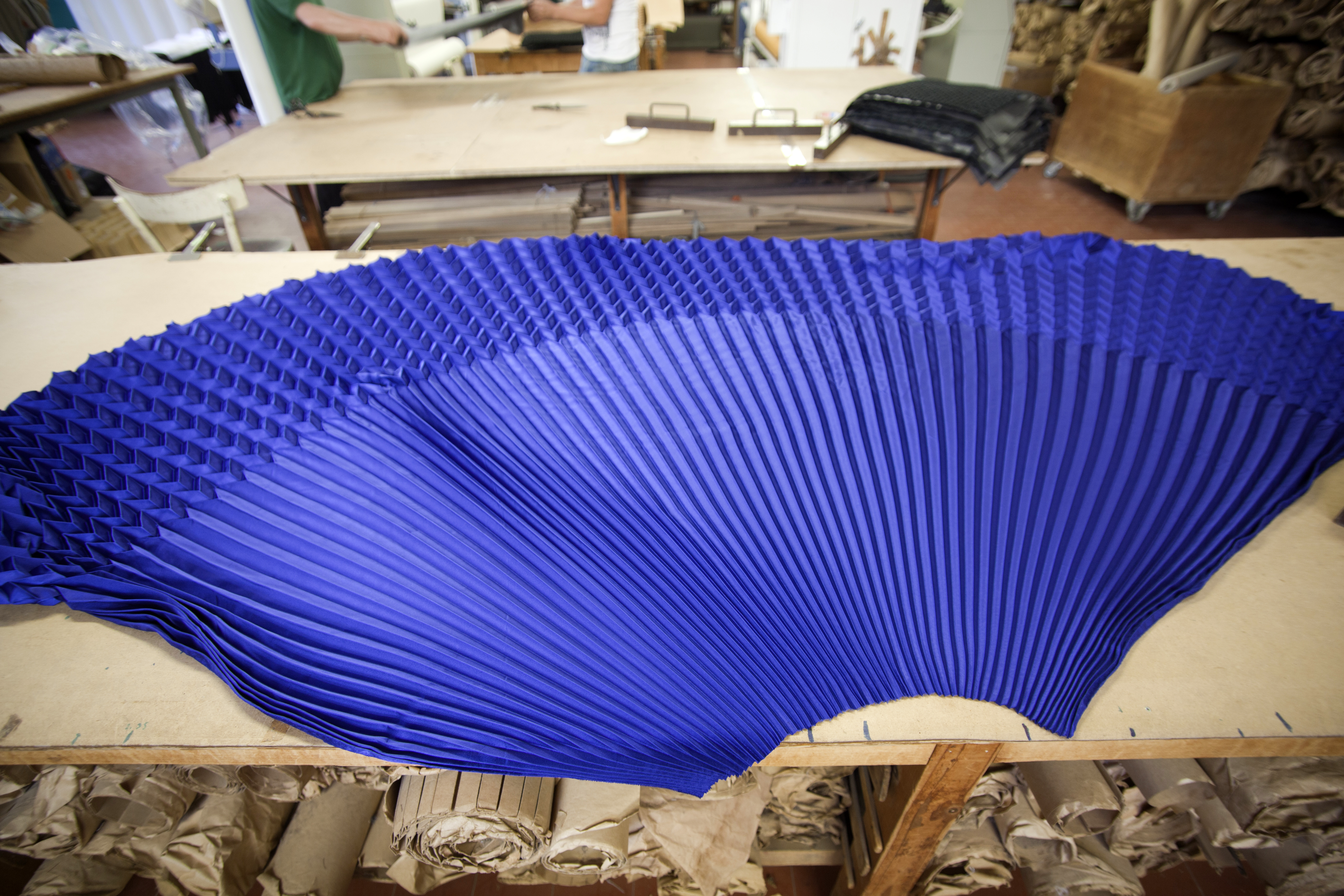
Modello di gonna a pieghe.